# Rökpipsvamp
Rökpipsvamp (Urnula craterium) är en sporsäcksvamp som hör till familjen Sarcosomataceae. Svampen har fått sitt svenska trivialnamn av att den ofta växer på nedfallna, döda trädgrenar och att en gren med den pokalformade svampen på ansetts likna en tobakspipa.
Fruktkroppen uppträder under våren. Först är den skaftad, päronformad och sluten, men när den når mognad spricker den upp i toppen och blir pokalformad. På utsidan är den gråsvart och täckt av ett fint ludd och på insidan är den svartbrunaktig. I Sverige är den främst knuten till hassel. I andra delar av utbredningsområdet förekommer den även på andra lövträd i eksläktet och även på avenbok. Svampen är inte ätlig.
I Europa är rökpipsvampen sällsynt och i Sverige är den rödlistad som starkt hotad.